# Невдаха (оповідання)
Невдаха (англ. Misfit) — науково-фантастичне оповідання Роберта Гайнлайна. Входить в цикл творів «Історія майбутнього». Опубліковане журналом Astounding Science Fiction в листопаді 1939.

## Сюжет
Історія про Ендрю Джексона Ліббі, юнака з Землі з надзвичайними математичними здібностями, але без математичної освіти. Не маючи можливості отримати гідну професію на Землі, він приєднується до Космічного Будівельного Корпусу (англ. Cosmic Construction Corps), майбутньої мілітаризованої версії Громадського корпусу охорони довкілля (англ. Civilian Conservation Corps, що був частиною Нового курсу Рузвельта), який використовує безробітну молодь для колонізації Сонячної системи.
Разом з іншими недосвідченими юнаками Ліббі прибуває на військовому транспортному кораблі на 100-мильний астероїд в поясі астероїдів. Їхнім завданням є переміщення астероїда на більш зручну орбіту між Марсом та Землею. Та облаштування на ньому бази космофлоту.
Капітан примічає Ліббі, коли той запобігає катастрофі від неправильно розрахованої кількості вибухівки при прохідницьких роботах.
Корпус будує вертикальні шахти, для встановлення в них реактивних двигунів. Ліббі призначають працювати з астронавігаційним комп'ютером, який розраховуватиме імпульси для зміни орбіти астероїда.
Перед фінальним корректуванням орбіти комп'ютер перестає працювати і Ліббі бере на себе всі складні розрахунки. Він успішно приводить астероїд на кінцеву стабільну орбіту. Де його перейменовують на космічну станцію «Земля-Марс 3».

## Зв'язок з іншими творами Гайнлайна
Ліббі є одним із повторюваних персонажів Гайнлайна, він присутній в декількох працях про Лазаруса Лонга, таких як «Діти Мафусаїла», «Кіт, що проходив крізь стіни».
Один з перших творів, що згадує про «космічних десантників».